# المجلس الصحي المصري
المجلس الصحي المصري (بالإنجليزية: Egyptian Health Council)‏ هو مجلس يتبع رئيس الجمهورية، ومقره الرئيسي مدينة القاهرة، تم إنشاءه وفقاً للقانون رقم 12 لسنة 2022 ويحل محل اللجنة العليا للتخصصات الطبية المنشأة بقرار رئيس مجلس الوزراء رقم 3 لسنة 1998، وكذا محل الهيئة المصرية للتدريب الإلزامي للأطباء المنشأة بقرار رئيس مجلس الوزراء رقم 210 لسنة 2016.

## الأهداف
يهدف المجلس إلى:
- تنظيم مجالات الصحة في مصر، ورفع المستوى العلمي والتطبيقي للأطباء والعاملين في مختلف التخصصات الصحية، وتطوير التدريب الصحي التخصصي على مختلف مستويات المهن الصحية ولكل التخصصات الصحية، وكذا إلى رفع المستوى العلمي والسريري (الإكلينيكي) للأطباء.[5]
- اعتماد البرامج العلمية والتدريبية المهنية والتخصصية الصحية العليا لمرحلة ما بعد التعليم الجامعي، واعتماد الشهادات المهنية أو ما يستحدث مستقبلاً لمن يجتاز هذه البرامج في فروع العمل الصحي الطبي المختلفة من جهات التدريب المهني المعتمدة من المجلس، واختبارهم للتحقق من استيفائهم للتأهيل الكافي للممارسة الطبية والصحية التي تحقق أعلى درجة لأمان المرضى ولضمان تحسين الخدمات الصحية في مصر، وفقاً للسياسة الصحية والطبية العامة للدولة.[6]

## الإختصاصات
مجلس إدارة المجلس الصحى المصرى هو السلطة المسئولة عن شئونه، وتصريف أموره، وإدارة الأعمال والأنشطة التي يتولاها، وله أن يتخذ ما يراه لازما من قرارات لتحقيق أغراضه، وله على الأخص ما يأتى:
- تنفيذ السياسات العامة والخطط الرئيسية التي يقرها مجلس الأمناء.
- وضع معايير وإجراءات وقواعد الاختبارات المؤهلة للحصول على ترخيص مزاولة المهن الطبية، والبورد المصرى والإشراف عليهما، وذلك بالتنسيق مع الجهات المختصة، واعتمادها، وذلك كُله وفقًا لما تحدده اللائحة التنفيذية.
- اعتماد البرامج العلمية والتدريبية المهنية والتخصصية الصحية العليا لمرحلة ما بعد التعليم الجامعى، واعتماد الشهادات المهنية لمن يجتاز هذه البرامج في فروع العمل الصحى الطبى المختلفة من جهات التدريب المعنية المعتمدة من المجلس.
- تبادل الاعتراف بالشهادات المهنية التي يعتمدها المجلس مع نظائره بالجهات المختلفة المحلية والدولية.
- وضع مواصفات ومعايير للمؤسسات الطبية التي تملك مقومات التدريب لمرحلة ما بعد التعليم الجامعى في المجالات الصحية بتخصصاتها المختلفة، ومتابعة وتقييم ممارستها الصحية، وفقًا لما تحدده اللائحة التنفيذية.
- اعتماد القواعد المنظمة ومواصفات وشروط أماكن التدريب واعتماد المشرفين.
- وضع نظم المراقبة الدورية لجودة التعليم المعنى والتدريب السريرى بالمؤسسات المعتمدة، وفقًا لما تحدده اللائحة التنفيذية.
- وضع المعايير والاشتراطات الخاصة بالمدربين، ومراقبة تنفيذها، وفقًا لما تحدده اللائحة التنفيذية.
- وضع المعايير لمحتوى التدريب الصحى التخصصى على مختلف مستويات المهن الصحية، ولكل التخصصات الصحية، وفقًا لما تحدده اللائحة التنفيذية.
- وضع معايير تقييم العاملين بالتخصصات الصحية المختلفة، للتأكد من استيفائهم التدريب الملائم، وفقًا لما تحدده اللائحة التنفيذية.
- وضع المعايير اللازمة لتطبيق المواثيق الأخلاقية المهنية، لتحقيق الممارسة الصحية الآمنة، والعمل على مراقبتها، وذلك بالتنسيق مع وزارة الصحة والمجلس الأعلى للمستشفيات الجامعية، وإدارة الخدمات الطبية بالقوات المسلحة، ووفقًا لما تحدده اللائحة التنفيذية.
- التعاقد مع الجهات المحلية المختصة بتحديث نظام التدريب والتقييم، وكذا الجهات الأجنبية المماثلة في ضوء القواعد التي يعتمدها مجلس الأمناء.
- إنشاء سجلات للعاملين بالقطاع الصحى العام والخاص، وفقًا لما تحدده اللائحة التنفيذية.
- العمل على إنشاء سجلات قومية للأمراض والتدخلات الطبية، وفقًا لما تحدده اللائحة التنفيذية.
- اعتماد الهيكل التنظيمى للمجلس وجداول الوظائف به.
- اقتراح اللوائح المالية والإدارية والفنية للمجلس ولوائح شئون العاملين والتعاقدات والمشتريات، وغيرها من النظم الداخلية دون التقيد بالقوانين أو اللوائح أو القرارات المعمول بها في الجهاز الإدارى للدولة أو في أي جهة أخرى.
- وضع مشروع الموازنة السنوية والحساب الختامى للمجلس وعرضهما على مجلس الأمناء.
- قبول الهبات، والتبرعات، والإعانات، والمنح في ضوء القواعد والقرارات التي يصدرها مجلس الأمناء وبما لا يتعارض مع أغراض المجلس.
- تشكيل لجان علمية ولجان متخصصة للسجلات الطبية القومية للأمراض والأوبئة المختلفة، ولجان للتقييم والمراجعة الداخلية، وللقوى البشرية، وللأخلاقيات الطبية، ولرعاية حقوق أعضاء المهن الصحية، وللدلائل الإرشادية للتدخلات الطبية، وللتطوير المهنى، وللامتحانات، وفقًا لما تحدده اللائحة التنفيذية.
- النظر في كل ما يرى مجلس الأمناء أهمية عرضه على مجلس الإدارة من موضوعات أخرى تحقق أهداف المجلس.